# Begonia dregei
Begonia dregei is een plant uit de begoniafamilie (Begoniaceae). De soort is vernoemd naar Jean François Drège die de plant in 1836 ontdekte in de omgeving van Kaap de Goede Hoop. De plant ontwikkelt aan de basis een caudex. Tussen verschillende populaties van de soort is er een grote variatie aan bladvorm en -grootte.
De soort is endemisch in Zuid-Afrika. De plant wordt als sierplant gekweekt. Er zijn talloze hybrides van de soort ontwikkeld. De Nationale Plantentuin van België heeft de plant in zijn collectie.